# Malebolgia
Malebolgia è un personaggio immaginario e il principale antagonista della serie a fumetti Spawn, creato da Todd McFarlane. Il demoniaco signore della guerra è uno dei nemici più temibili di Spawn.

## Biografia del personaggio
Malebolgia è il potente e malvagio signore delle Terre delle anime dannate, è riuscito ad estendersi il suo dominio oltre l'ottavo girone dell'Inferno dopo aver ucciso suo padre Leviathan. Il suo obiettivo è creare un'armata invincibile che possa attaccare i cancelli della Terra di Dio. I generali di questa armata sono gli Hellspawn, esseri umani che gli hanno ceduto l'anima e sono in grado di controllare il potere necroplasmatico di origine infernale. Spesse queste anime dannate sono cadute nei suoi tranelli e si sono ritrovati in una guerra che non vogliono combattere. Oltretutto è il padrone del Violator e di Mammon.

## Altri media
- Malebolgia compare come antagonista minore nella serie animata di Spawn.
- Malebolgia ricompare anche come antagonista minore nel film live-action di Spawn del 1997. È doppiato da Frank Welker, e in italiano da Glauco Onorato.
- Il personaggio compare anche nei videogiochi Spawn: In the Demon's Hand e Spawn: Armageddon.
- Malebolgia è ricomparso nuovamente in cameo negli altri videogiochi Soulcalibur II e Mortal Kombat 11.